# Baie Sainte Anne

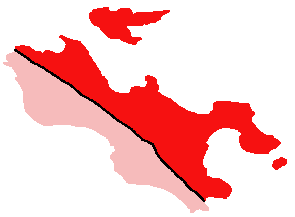
Położenie dystryktu Baie Sainte Anne na wyspie Praslin

Baie Sainte Anne – dystrykt położony na wyspie Praslin oraz na dwóch mniejszych; 3 665 mieszkańców (2002).